# Hajduk (uchodźca)
Hajduk – nazwa, używana w przeszłości w Bośni i Hercegowinie wobec Czarnogórców oraz ich "Uskoków" (uchodźców). Tej samej nazwy używano także w XVI i XVII wieku wobec "junaków", którzy z Pomorza Weneckiego napadali na ziemie tureckie.